# اولاد سلام
اولاد سلام (به عربی: أولاد سلام) یک شهرداری در الجزایر است که در استان باتنه واقع شده‌است. اولاد سلام ۱٬۰۰۰ متر بالاتر از سطح دریا واقع شده‌است.